# Colletotrichum gloeosporioides
Espèce
Colletotrichum gloeosporioides est une espèce de champignons ascomycètes (syn. Gleosporium olivarum). Il est l'agent de la maladie de l'anthracnose qui touche en particulier les tomates et les olives. Il appartient au genre Colletotrichum dans la famille des Glomerellaceae. Le stade sexué (téléomorphe) correspondant est Glomerella cingulata. Les espèces du genre Colletotrichum sont parmi les principaux agents pathogènes des plantes, dans le monde entier.

## Caractéristiques
Le genre Colletotrichum se caractérise par la formation de structures appelées acervules en forme de disques aplatis, subépidermiques, avec des épines, les conidiophores simples et allongés, avec des conidies hyalines, unicellulaires, généralement en forme de bâtonnets, qui permettent[Quoi ?] aux acervules agrégées par une masse de polysaccharides solubles dans l'eau. Malgré le fait que ces spores ne sont pas des structures de résistance, les mycéliums du champignon peuvent subsister vivants pendant une logue période de temps, dans les semences, les débris culturaux ou en infections latentes dans les fruits.
Le champignon a une croissance rapide en milieu de culture Potato Dextrose Agar (PDA), formant des colonies concentriques de couleur vert-olive à marron, pouvant former ou non des secteurs.

### Sous-espèces
- f. sp. aeschynomenes - J.T. Daniel, G.E. Tempelton, R.J. Sm. & W.T. Fox, 1973
- f. sp. alatae- R.D.Singh,Prasad & R.L.Mathur 1966;
- f. sp. clidemiae - E.E. Trujillo, Latterell & A.E. Rossi, 1986
- f. sp. cucurbitae - Menten, Kimati & C.P. Costa, 1980
- f. sp. cuscutae - T.Y. Zhang, 1985
- f. sp. heveae - (Petch) Saccas, 1959
- f. sp. hyperici
- f. sp. jussiaeae
- f. sp. miconiae
- f. sp. minihotis - Chevaug.,1956
- f. sp. melongenae - Fournet 1973
- f. sp. nectrioides - Gonz. Frag.
- f. sp. pilosae - U.P. Singh, 1974
- f. sp. salsolae - Berner, Bruckart, Cavin e J.L. Michael, M.L. Carter & Luster, 2009
- f. sp. stylosanthis
- f. sp. uredinicola - U.P. Singh, 1975

### Variétés
- var. aleuritidis - Saccas & Drouillon, 1951
- var. cephalosporioides - (A.S. Costa) Follin & Mangano, 1983
- var. gomphrenae Perera 1965
- var. hederae - Pass. 1889
- var. minus - J.H.Simmonds 1968
- var. nectrioidea

## Dommages aux cultures

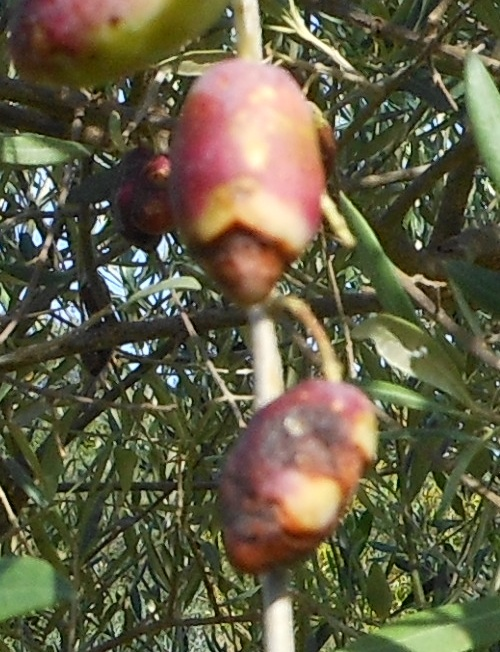
Olives picholines le 23/10/2014 à Claret, l'une d'elles présente l'attaque par le sommet de la drupe (en bas)

Sous l'appellation d'anthracnose, on trouve une grande variété de fruits tropicaux atteints :
- mangues,
- papayes,
- caféiers,

ainsi que d'autres plantes (avocats, passiflores, annone, cacao, lime. Sous des latitudes plus nordiques  fraises, pêches, etc. Des légumes sont touchés comme les piments et les tomates. Les pertes économiques sont importantes.

### Lèpre de l'olive

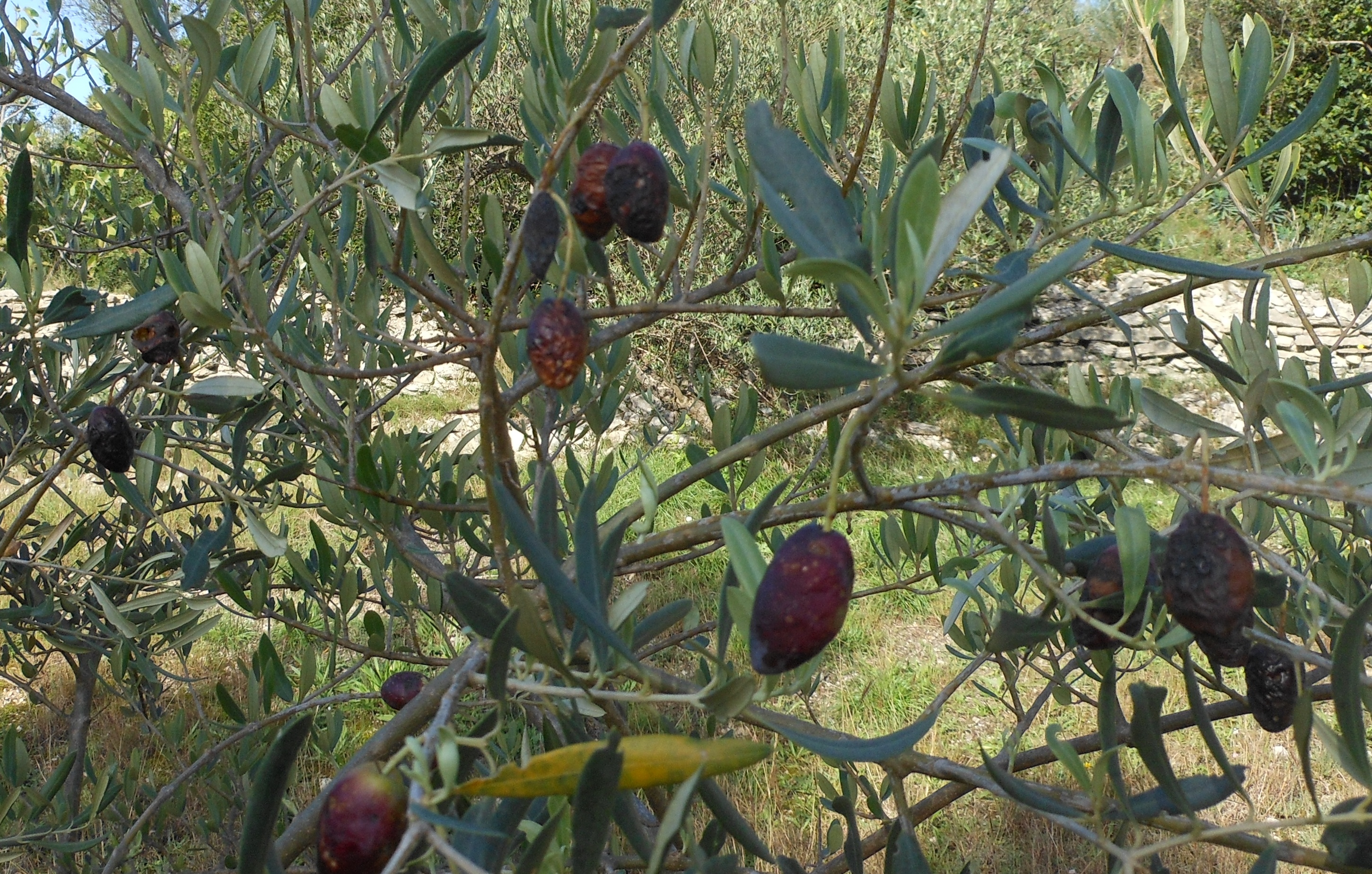
Olives picholines et feuilles touchées par l'anthracnose (Colletotrichum sp.) à Claret (Hérault, France)

Le champignon est l'agent de la Lèpre de l'Olive. La maladie affecte les feuilles et les olives. Le champignon pénètre dans la plante par les ouvertures naturelles (lenticelles, stomates) ou les microblessures causées par les pontes de la mouche de l'olive (vecteur occasionnel). La température qui favorise l'infection va de 16 à 25 °C, avec un optimum de 22-24. Le chlorose initiée au printemps peut devenir uniforme pendant l'été. La maladie se manifeste à l'automne lors de l'invasion des fruits. L'infection est favorisée par l'humidité, spécialement surprenante et abondante dans la période végétative, particulièrement au printemps.
Les feuilles présentent des taches blanchâtres et virent au brun en se desséchant. Sur les olives, la maladie se manifeste par des taches brun-noir (spécialement au point d'insertion du pédoncule avec une dépression légèrement enfoncée de couleur brun obscur qui s'étend progressivement à tout le fruit qui se momifie et peut tomber à terre. La plante subit une défoliation plus ou moins marquée et les olives touchées ne sont plus acceptables pour la trituration. L'huile ainsi produite est un produit dégradé, rosâtre et avec une acidité (10-15%). Les olives de table sont impropres à toute confiserie.
En Italie la pathologie causée aussi par Colletotrichum acutatum concerne les régions les plus méridionales.
En septembre 2014, une attaque sans précédent sur les olives, avec également Camarosporium dalmaticum a provoqué une catastrophe économique sans précédent, attribuée à tort à la cécidiomye.

## Lutte contre le parasite
Deux modes de lutte sont possibles et complémentaires.

### Prévention biologique
La prévention consiste à tailler et enlever les branches atteintes qui seront incinérées. Les olives momifiées seront récoltées et détruites dans des seaux contenant de la soude ou incinérées.

### Prévention chimique
La lutte se fait par l'emploi de sels de cuivre sous forme de préparations diverses autorisées (bouillie bordelaise, ...).
- Remèdes de grands-pères jardiniers : des anciens préconisaient de planter un fil de cuivre dans les pieds de tomates pour lutter contre l'anthracnose[5].